# Euphorbia arvalis
Euphorbia arvalis là một loài thực vật có hoa trong họ Đại kích. Loài này được Boiss. & Heldr. mô tả khoa học đầu tiên năm 1853.